# Placogorgia atlantica
Placogorgia atlantica är en korallart som beskrevs av Wright och Studer 1889. Placogorgia atlantica ingår i släktet Placogorgia och familjen Plexauridae. Inga underarter finns listade i Catalogue of Life.